# Pokémon Red i Blue
Pokémon Red i Blue (u Japanu Pokémon Red i Green) prve su dvije videoigre unutar niza Pokémon RPG igara. Razvila ih je tvrtka Game Freak, a izdala tvrtka Nintendo za Game Boy igraću konzolu u Japanu 1996. godine. Igra je 1998. godine u prodaju puštena u Sjevernoj Americi, a 1999. godine u Europi i Australiji. Pokémon Yellow, posebna inačica igre, u prodaju je puštena godinu dana kasnije u svakoj od regija. Tri navedene igre (Pokémon Red, Blue i Yellow), uz Pokémon Stadium, sačinjavaju prvu generaciju Pokémon videoigara. Pokémon Red i Blue kasnije su doživjele preradu za Game Boy Advance dlanovnu konzolu u obliku igara Pokémon FireRed i LeafGreen, koje su u prodaju puštene 2004. godine. Prilagođene su 2DS i 3DS konzolama te puštene u prodaju točno 20 godina od prve distribucije Red i Green u Japanu - 26. veljače 2016.
Zbivanja unutar igre smještena su u izmišljenoj regiji nazvanoj Kanto, te prate napredak glavnog lika, Reda, u njegovom naumu da postane majstor u Pokémon borbama. Dvije su igre neovisne jedna o drugoj, no održavaju gotovo jednak zaplet te, iako se mogu igrati zasebno, igrač je primoran vršiti razmjenu među njima kako bi mogao u potpunosti ispuniti Pokédex.
Pokémon Red i Blue primile su dobre kritike, a njihovo je puštanje u prodaju označilo početak nečega što će kasnije postati multimilijunska franšiza. Igre su se prodale u nekoliko milijuna kopija diljem svijeta.

## Smještaj i zaplet
Pokémon Red i Blue odvijaju se u Kantou, izmišljenoj regiji nazvanoj i osmišljenoj na temelju Kantō regije Japana. Ovo je nezavisna regija od brojnih kasnijih regija koje su se pojavile s napretkom igara. Regija uključuje osam velegradova i dva grada, uz različita zemljopisna mjesta i rute koje međusobno povezuju sva mjesta. Neka su područja unutar igre pristupačna samo nakon što igrač nauči posebnu sposobnost ili dobije poseban predmet; primjerice, igrač mora dobiti Skrivenu tehniku (HM) Surfanja (Surf), koja igraču dopušta da surfa na određenom Pokémonu preko mora, kako bi došao do otoka Cinnabar.
Glavni protagonist igara Pokémon Red i Blue kojim igrač upravlja (imena Red u igrama Pokémon Gold, Silver i Crystal) mladi je dječak koji živi u gradu Palletu. Na početku igre, igrač odabire jednog od triju početnih Pokémona (Bulbasaur, Squirtle ili Charmander) od profesora Oaka. Oakov unuk, igračev protivnik, također postaje Pokémon trener, i borit će se s igračem na određenim dijelovima unutar igre.
Glavni cilj igre jest postati najbolji Pokémon trener Kanto regije, što igrač postiže odgajanjem Pokémona, poražavanjem osmero Vođa dvorana te izazivanjem i pobjeđivanjem Elitne četvorke i Šampiona Kanto regije. Također, igrač se kroz igru mora boriti protiv sila Tima Raketa, zločinačke organizacije koja zlostavlja Pokémone, i njihovog vođe, Giovannija.

## Igranje igre
Poput brojnih ostalih RPG igara, Pokémon Red i Blue igraju se u perspektivi treće osobe, te igrač izravno upravlja protagonistom uokolo izmišljenog svijeta, komunicirajući s ljudima i objektima. Kako igrač istražuje svijet, on ili ona nailazit će na različite oblike zemljišta, poput travnatih polja, šuma, spilja i mora; u kojima obitavaju različite vrste Pokémona. Kada igrač nasumice naiđe na jedno od ovih bića, teren se mijenja u borbenu scenu na krugove, gdje se Pokémoni bore.
Postoje dva glavna cilja unutar igre: igrač može pratiti glavnu priču i pobijediti Elitnu četvorku i postati Šampion, i ispuniti Pokédex hvatanjem, razvijanjem i razmjenom kako bi sakupio svakog od 151 bića. Glavni aspekt toga jest razvijanje i odgajanje igračevih Pokémona kroz borbe s drugim Pokémonima, koje igrač pronalazi u divljini ili u timovima ostalih trenera unutar igre. Ovaj sustav sakupljanja bodova iskustva i podizanja razina, svojstven i sastavan dio svih Pokémon videoigara, kontrolira fizička svojstva Pokémona, poput dobivenih borbenih statistika i naučenih napada.
Igra sadrži razne tehničke probleme uključujući Pokémona imena MissingNo., kojeg Nintendo opisuje kao "programersku šalu", koji često uzrokuje zastoj igre i poremećaj grafike nakon što ga igrač uhvati.

## Sposobnosti povezivanja
Pokémon Red i Blue dopuštaju igraču da vrše razmjenu između dva utora kroz Game Link Cable. Ovaj je način obavezan pri ispunjavanju Pokédexa bez korištenja šifri ili varanja, jer svaka od dvije igre ima posebne Pokémone koji se ne mogu pronaći u onoj drugoj. Link Cable također omogućava borbe između dva igrača; ipak, igrač ne dobiva bodove iskustva u takvim borbama. Engleske inačice igara nisu usklađene sa svojim japanskim dvojnicama, i razmjene među tim igrama izazvat će zastoj igre i poremećaj sačuvanih podataka jer nisu u mogućnosti automatski prevesti razmjenjenog Pokémona. Pri igranju ovih igara na konzolama Game Boy Advance ili Game Boy Advance SP, standardni GBA/SP neće raditi; igrači moraju koristiti Nintendo Universal Game Link Cable.
Uz vršenje razmjene među obje igre, Pokémon Red i Blue mogu vršiti razmjenu s Pokémon igrama druge generacije: Pokémon Gold, Silver i Crystal. Ipak, postoje ograničenje; igrač se ne može povezati s igrama prve generacije ako njegov tim sadrži Pokémone uvedene u drugoj generaciji, ili Pokémone s tehnikama koje su uvedene u drugoj generaciji igara. Igre Red i Blue nis kompatibilne s Pokémon igrama treće generacije.

## Razlike
Kao što je već gore navedeno, neki od Pokémona mogu se dobiti samo u jednoj od dviju inačica.
Red:
023 Ekans, 024 Arbok
043 Oddish, 044 Gloom, 045 Vileplume
056 Mankey, 057 Primeape
058 Growlithe, 059 Arcanine
123 Scyther
125 Electabuzz
Blue:
027 Sandshrew, 028 Sandslash
037 Vulpix, 038 Ninetales
052 Meowth, 053 Persian
069 Bellsprout, 070 Weepinbell, 071 Victreebel
126 Magmar
127 Pinsir

## Razvoj igre
Koncept Pokémon sage proizlazi iz sakupljanja kukaca, popularnog hobija u kojem je kao dijete uživao programer igre Satoši Tađiri. Tijekom odrastanja, primijetio je kako urbanizacija uzima svoj danak u gradu u kojem je živio, smanjujući populaciju kukaca. Tađiri je također primijetio kako su se djeca počela igrati unutar njihovih domova i došao na ideju videoigre, s bićima koji nalikuju kukcima. Smatrao je kako će se djeca povezati s Pokémonima dajući im jedinstvena imena, i kontrolirajući ih kako bi iskazali strah ili ljutnju kao dobar način oslobađanja stresa. Ipak, Pokémoni nikada ne umiru ili krvare tijekom borbe, samo se onesvijeste od umora – Tađiriju je ovo bila osjetljiva tema, jer nije htio ispuniti svijet igara s još "besmislenog nasilja".
Kada je Game Boy konzola puštena u prodaju, Tađiri je smatrao kako je takav sustav savršen za njegovu ideju, posebice zato što bi kabl za povezivanje omogućio igračima da razmjenjuju Pokémone i međusobno se bore. Ovaj je koncept razmjene informacija bio novost u svijetu igara, jer su prethodni kabeli za povezivanje bili korišteni samo u natjecateljske svrhe.
Glavni je lik u japanskoj verziji nazvan prema samom Tađiriju, koji je opisan kao Tađiri u mlađim danima, dok je igračev protivnik, Shigeru (u engleskim verzijama Gary), nazvan prema Satošijevom dugogodišnjem prijatelju, uzoru, mentoru i Nintendo programeru, Šigeru Mjamatou. Sve crteže Pokémona gotovo je u cijelosti ručno nacrtao umjetnik Ken Sugimori.
U Japanu su prve inačice igara puštene u prodaju bile Pokémon Red i Pokémon Green. Nekoliko mjeseci poslije u prodaju je puštena inačica Pokémon Blue, s poboljšanom grafikom i manjim promjenama poput različitih lokacija Pokémona. Inačice Red i Blue dvije su godine poslije u prodaju puštene i u Sjedinjenim Američkim Državama. Tađiri je u početku mislio kako će Nintendo odbiti igru, jer tvrtka u početku nije shvaćala koncept same igre. Igre su se ispostavile kao velik uspjeh, što Tađiri i Nintendo nisu očekivali zbog postupnog pada popularnosti Game Boy konzole. Nakon puštanja u prodaju, veoma su se brzo rasprodale u Japanu, većinom zbog Nintendove ideje da umjesto jednog naslova u prodaju puste dvije igre.

## Prihvat igre
Pokémon Red i Blue postale su presudne onome što će kasnije postati multimilijunska franšiza. U Japanu, Pokémon Red, Blue i Green zajedno su se prodale u sveukupno 10.23 milijuna kopija. U Sjedinjenim Američkim Državama, Pokémon Red inačica prodana je u 4.83 milijuna kopija, dok je Pokémon Blue inačica prodana u 5.02 milijuna kopija.

## Inačice

### Pokémon Green
Pokémon Green bila je prva inačica Pokémon igara (uz Red inačicu) koja je bila puštena u prodaju u Japanu. Nikada nije puštena u prodaju u Sjedinjenim Američkim Državama jer je poboljšana Blue inačica zauzela njeno mjesto. Novija Pokémon LeafGreen inačica predstavlja poboljšanu inačicu Pokémon Green igre.

### Pokémon Yellow
Pokémon Yellow: Special Pikachu Edition četvrta je Pokémon videoigra u Japanu, i treća u Sjevernoj Americi i Europi. Ova je igra poboljšana inačica prethodne dvije inačice: Pokémon Red i Blue, te je u Japanu puštena u prodaju 12. rujna 1998. godine pod nazivom Pocket Monsters Pikachu. U Sjevernoj je Americi u prodaju puštena 1. listopada 1999. godine, a u Europi 16. lipnja 2000. godine pod nazivom Pokémon: Special Pikachu Edition. Puštanje ove igre u prodaju pratilo je i posebno žuto izdanje Game Boy Color konzole koja je tada puštena u prodaju. Pokémon Yellow bila je posljednja igra u Sjedinjenim Američkim Državama koja je bila namijenjena igranju na prvotnoj Game Boy konzoli.
Zaplet i način igre uvelike je sličan onima iz prethodnih inačica, iako su promjene unutar igre napravljene po uzoru na animiranu seriju. Poput Asha Ketchuma u animiranoj seriji, i glavni lik dobiva Pikachua kao svog početnog Pokémona. Jedinstveno svojstvo ovog Pikachua jest to da će on, nasuprot ostalim Pokémonima koje igrač uhvati tijekom igre, hodati za trenerom i pokazivati osjećaje. Pikachu će također reagirati kada igrač uđe u određene zgrade i prostorije. Ako se igrač okrene licem prema Pikachuu i pokuša komunicirati s njim, otvorit će se manji prozor koji će prikazivati Pikachuovo trenutačno raspoloženje. Ostale manje promjene u igri jesu različit odabir dostupnih Pokémona unutar igre, dostupnost sva tri početna Pokémona od NPC trenera unutar igre,  pojavljivanje Jessie, Jamesa i Meowtha kao zločinaca te činjenica da protivnik uvijek dobiva Eeveeja.
Iako je bila jednostavna poboljšana inačica Pokémon Red i Blue igara, Pokémon Yellow inačica pokazala se iznimno popularnom. Tijekom puštanja u prodaju u Sjevernoj Americi, kupcima je bila dostupna u dvostrukom pakiranju zajedno s Game Boy Color konzolom, koja je u početnom tjednu prodaje zauzela 2. mjesto, a sljedećeg tjedna 1. mjesto. Postala je najbrže prodavanom igrom namijenjenom dlanovnim konzolama; standardna patrona prodana je u preko 600 000 kopija u prvom tjednu i više od jednog milijuna kopija u prvih četrnaest dana, ostavši na vrhu najprodavanijih dlanovnih igara nekoliko tjedana. Igra je ušla u Guinnessovu knjigu svjetskih rekorda 2001. godine prodavši se u milijun kopija u rasponu od mjesec dana.

### Pokémon FireRed i LeafGreen
Pokémon FireRed i LeafGreen poboljšane su inačice prvotnih Pocket Monsters Red i Green videoigara. Razvila ih je tvrtka Game Freak, a izdala tvrtka Nintendo za Game Boy Advance dlanovnu konzolu, te su postale prvi naslovi kompatibilni s Game Boy Advance Wireless adapterom. U Japanu su u prodaju puštene 29. siječnja 2004. godine, dok su naslovi u Sjevernu Ameriku stigli 7. rujna 2004. godine. U Europu su puštene u prodaju 1. listopada 2004. godine. Ove dvije igre, uz igre Pokémon Ruby, Sapphire i Emerald, tvore treću generaciju Pokémon videoigara.
Igre sadrže 151 Pokémona iz prvotnih Game Boy igara, uz brojne ostale uvedene tijekom kasnijih generacija. Obje su igre neovisne jedna o drugoj, no uvelike sadrže jednak zaplet, opet unutar izmišljene regije Kanto, te prate napredak središnjeg lika, Reda ili Greena u njegovom naumu da postane majstor Pokémon borbi.